# Fleury, Manche
 Fleury  là một xã thuộc tỉnh Manche trong vùng Normandie tây bắc nước Pháp. Xã này nằm ở khu vực có độ cao trung bình 150 mét trên mực nước biển.

## Người dân nổi tiếng
Michael Vartan